# خادم هنر افتخاری آذربایجان

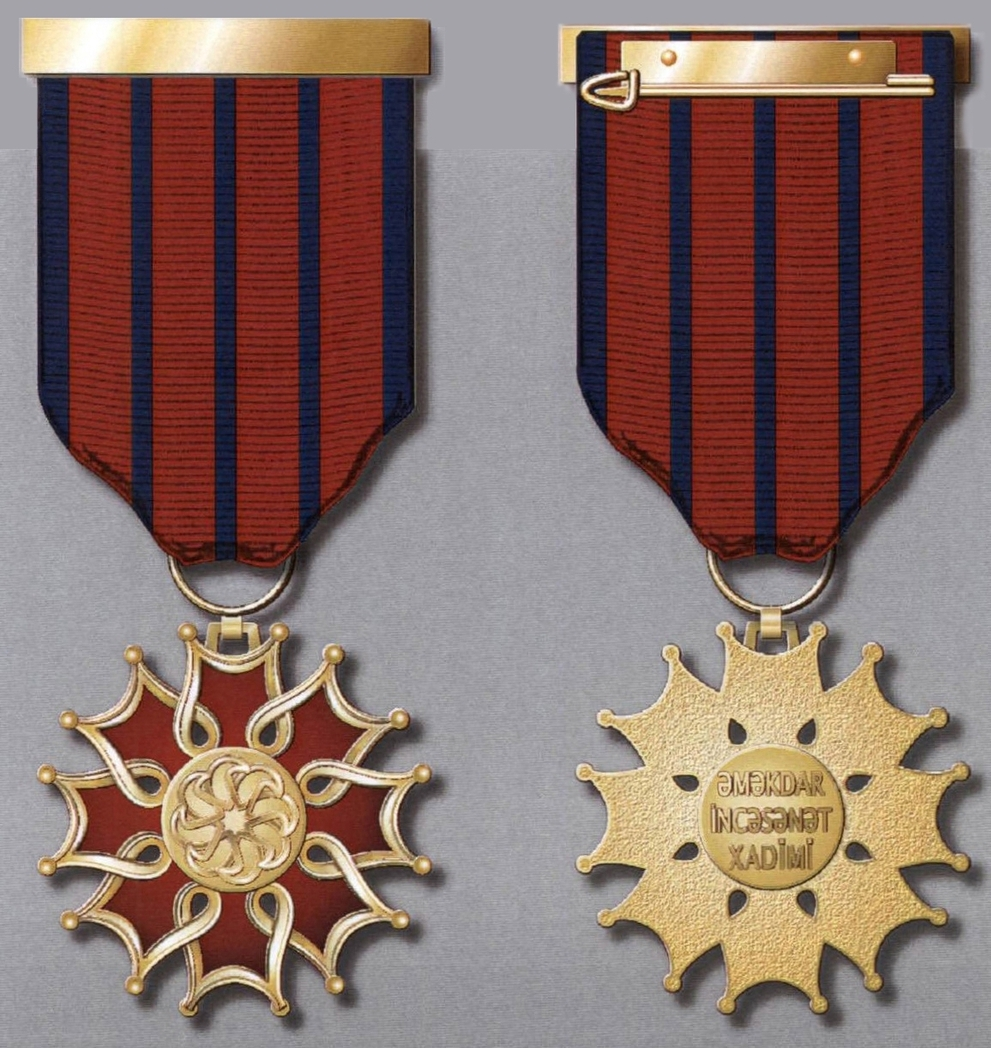
نشان سینه خادم هنر افتخاری آذربایجان

خادم هنر افتخاری آذربایجان (به ترکی آذربایجانی: Azərbaycan əməkdar incəsənət xadimi) یک لقب افتخاری است که به افرادی که در توسعهٔ فرهنگ و هنر آذربایجان نقش مؤثری داشته‌باشند و به هنرمندانی که خالق آثار بدیع موسیقایی، نمایش‌نامه، فیلم بوده یا در زمینه‌های مرتبط با هنر آثار علمی خلق کرده یا تحقیق و تدریس کنند داده می‌شود. در زمان جمهوری سوسیالیستی آذربایجان شوروی، این لقب با عنوان «خادم هنر افتخاری جمهوری سوسیالیستی آذربایجان شوروی» اعطا می‌شد. از سال ۱۹۹۳ به دلیل نبود قانون این لقب به کسی اهدا نشد ولی اهدای آن در اوایل ۱۹۹۸ از سر گرفته‌شد.

## برخی از دارندگان عنوان

### خادم هنر افتخاری جمهوری سوسیالیستی آذربایجان شوروی
- المیرا عباسوا
- ذوالفقار حاجی‌بیف

### خادم هنر افتخاری جمهوری آذربایجان
- سویل هاجیوا
- تیمور گویچایف
- جوانشیر جعفروف